# Mohamed bin Hammam

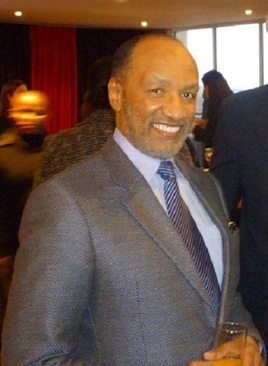
Mohamed bin Hammam 2010

Mohamed bin Hammam (arabisch محمد بن همام العبد الله, DMG Muḥammad b. Hammām al-ʿAbd Allāh; * 8. Mai 1949 in Doha) ist ein katarischer Unternehmer. Er war als international bekannter Fußballfunktionär tätig.

## Leben
Bevor Mohamed bin Hammam als Fußballfunktionär auf sich aufmerksam machte, war er seit 1976 Geschäftsführer seiner eigenen Unternehmensgruppen. Bereits ab 1972 war er Präsident des katarischen Klubs Al-Rayyan SC. Diesen Posten führte er bis 1987 aus. In dieser Zeit konnte bin Hammam mit seinem Klub 1976, 1978, 1982, 1984 und 1986 die nationale Meisterschaft gewinnen. 1977 und 1982 stand sein Team zudem im Finale um den Emir of Qatar Cup, verlor jedoch jeweils.
Von 1979 bis 1983 führte er den katarischen Volleyball- sowie den Tischtennisverband als Präsident.
Später, ab 1992, war bin Hammam Präsident des Fußballverbandes von Katar und organisierte innerhalb von sechs Wochen die Junioren-Fußballweltmeisterschaft 1995. 1996 wurde er zum Mitglied des FIFA-Exekutivkomitees gewählt. 2009 wurde er für vier Jahre in seinem Amt durch die Mitglieder der asiatischen Fußball-Konföderation (AFC) wiedergewählt. Bin Hammam gilt als enger Vertrauter des Emirs von Katar, Hamad bin Chalifa Al Thani, und soll maßgeblich dazu beigetragen haben, dass das FIFA-Exekutivkomitee die Fußball-Weltmeisterschaft 2022 nach Katar vergab.
Seit 2002 war er Präsident des AFC; zuletzt war er 2011 wiedergewählt worden. Nachdem er aufgrund von Bestechungsvorwürfen suspendiert wurde, übernahm der Chinese Zhang Jilong im Juni 2011 dieses Amt. Seine im März 2011 angekündigte Kandidatur für das Amt des FIFA-Präsidenten als Herausforderer des bisher amtierenden Sepp Blatter zog er drei Tage vor der Wahl zurück. Bei den FIFA-Präsidentschaftswahlen 1998 und 2002 war bin Hammam noch ein starker Befürworter Blatters und unterstützte ihn in diesen Wahlkämpfen. Ab 2007 distanzierten sich beide voneinander. Blatter benötigte bin Hammams Hilfe nicht mehr für eine erneute Wahl, zudem sah er in dem damaligen AFC-Vorsitzenden einen Konkurrenten.
Ende Mai 2011 musste sich Mohamed Bin Hammam wegen Bestechungsvorwürfen vor der Ethik-Kommission des Weltverbandes verantworten. Er stand im Verdacht, den Ethik-Code der FIFA verletzt zu haben. Er wurde zusammen mit Jack Warner vorläufig suspendiert. Sie sollen gegen den Ethikcode der FIFA verstoßen haben, indem sie beim Treffen der Karibischen Fußball-Union versucht haben sollen, für die Wahl bin Hammams zum FIFA-Präsidenten Stimmen zu kaufen.
Die FIFA sperrte ihn am 23. Juli 2011 nach zweitägigen Verhandlungen wegen Korruption lebenslang. Der Internationale Sportgerichtshof hob die lebenslange Sperre jedoch am 19. Juli 2012 auf, ohne ihn für unschuldig zu erklären. Die FIFA sperrte ihn daraufhin wiederum provisorisch für weitere 90 Tage und die FIFA-Ethikkommission eröffnete gegen ihn ein Verfahren. Am 17. Dezember 2012 wurde beschlossen, ihn lebenslang zu sperren. Daraufhin trat bin Hammam von allen seinen Ämtern zurück.

## Auszeichnungen
(Auswahl)
- National Order of the Cedar des Libanon
- National Building Medal des Königreichs Kambodscha
- Order of Independent 1st Class des Königreichs Jordanien